# Anthrenus goliath
Anthrenus goliath is een keversoort uit de familie spektorren (Dermestidae). De wetenschappelijke naam van de soort werd in 1868 gepubliceerd door Saulcy in Mulsant & Rey.